# Conférence annuelle des gouverneurs de la Nouvelle-Angleterre et des premiers ministres de l'Est du Canada

Provinces et États membres.

La Conférence annuelle des gouverneurs de la Nouvelle-Angleterre et des premiers ministres de l'Est du Canada (en anglais : New England Governors and Eastern Canadian Premiers' Annual Conference, NEG-ECP) est une réunion internationale annuelle des gouverneurs américains des six États des États-Unis de la Nouvelle-Angleterre, soit le Connecticut, le Maine, le Massachusetts, le New Hampshire, le Rhode Island et le Vermont, ainsi que des premiers ministres de cinq provinces de l'Est du Canada, le Québec, la Nouvelle-Écosse, le Nouveau-Brunswick, l'Île-du-Prince-Édouard et Terre-Neuve-et-Labrador.
Selon le « Conseil des premiers ministres de l'Atlantique » réunissant les provinces canadiennes susnommées créée en mai 2000, cette réunion paradiplomatique de coopération décentralisée vise à « faire progresser les intérêts communs » des États et des provinces ainsi qu'à encourager la « coopération » fondée sur les « liens historiques » qui les unissent sur des sujets tels que le commerce, la sécurité énergétique et l’accessibilité, la durabilité environnementale et la modernisation des transports et de l’industrie.
Certains contacts et demandes informels avaient eu lieu au début des années 1970 et la première réunion a été convoquée en août 1973.
Elle possède une structure très légère composée principalement d'un comité de coordination réunissant les conseillers principaux des gouverneurs et premiers ministres appuyés par deux secrétariats, un de chaque côté de la frontière. Le soutien vient du secrétariat de la Conférence des gouverneurs de la Nouvelle-Angleterre.
Par ailleurs, la NEG/ECP a également mis en place un certain nombre de groupes de travail mais en dehors du secrétariat et les groupes de travail, elle ne dispose pas de personnel permanent, ni d'administration[réf. à confirmer].
La Conférence se réunit chaque année depuis 1973 sauf en 1991, 1992, 1996, 2020 et 2022, celle de 2021 étant en téléconférence à la suite de la pandémie de Covid 19.
En 2019, le PIB combiné des États et provinces membres de la Conférence des GNA-PMEC est d’environ 2,09 billions de dollars canadiens (1,58 billion de dollars américains). La population globale en 2025 est estimée à 26 millions soit 11 millions d'habitants pour les cinq provinces canadiennes et 15 millions d'habitants pour la Nouvelle-Angleterre.